# Malacoscylus cinctulus
Malacoscylus cinctulus är en skalbaggsart som beskrevs av Bates 1881. Malacoscylus cinctulus ingår i släktet Malacoscylus och familjen långhorningar. Inga underarter finns listade i Catalogue of Life.